# Zelotes callidus
Zelotes callidus este o specie de păianjeni din genul Zelotes, familia Gnaphosidae. A fost descrisă pentru prima dată de Simon, 1878.
Este endemică în Franța. Conform Catalogue of Life specia Zelotes callidus nu are subspecii cunoscute.